# إبراهيم الصلحي
إبراهيم الصلحي (5 سبتمبر 1930 -) فنان تشكيلي وكاتب، ومعد، ومقدم برامج تلفزيونية سوداني.صنفت لوحته (صورة ذاتية للمعاناة) ضمن أفضل 16 بورتريهًا في تاريخ الفن على الإطلاق.

## حياته
وُلد بمدينة أم درمان، وتلقى تعليمه العام فيها، ثم درس الرسم والتلوين في مدرسة التصميم بكلية غردون التذكارية التي أسسها المستعمر الإنجليزي في العاصمة السودانية الخرطوم، كما درس في معهد الخرطوم الفني. وتم ابتعاثه لبريطانيا وواصل دراسته مدة ثلاث سنوات (1954 حتى 1957) في مدرسة سليد للفنون بكلية لندن الجامعية. وبعدها درس التصوير الفوتوغرافي في جامعة كولومبيا في نيويورك (1964- 1965).

## مسيرته المهنية
بدأ حياته المهنية مدرساً بالمرحلة الثانوية، وبعد عودته من الدراسة في بريطانيا، درّس في كلية الفنون الجميلة بالخرطوم، ثم ابتعث للعمل في الملحقية الثقافية بالسفارة السودانية في لندن. وفي عام 1969 تم انتدابه لشغل وظيفة مدير مصلحة الثقافة بوزارة الإعلام السودانية بالإضافة إلى إدارة المجلس القومي لرعاية الآداب والفنون، وبعدها تم تعيينه وكيلاً لوزارة الإعلام.
غادر السودان بعد خروجه من السجن في 1976، واستقر في قطر، وعمل خبيرا استشاريا بوزارة الإعلام القطرية منذ عام 1977 إلى 1982، وفي 1984 اختارته منظمة اليونسكو للقيام بإعادة تنظيم وزارة الإعلام بالصومال، بعدها عاد إلى عمله بوزارة الإعلام القطرية، ثم بالديوان الأميري حتى عام 1998. وفي عام 1998 تفرغ للعمل التشكيلي واستقر بمدينة أكسفورد بالمملكة المتحدة، ثم عاد إلى السودان عام 2015.

## نشاطه المهني
عرض أعماله التشكيلية في عدة معارض من بينها متحف الفن الحديث ومتحف الميتروبوليتان وغاليري الشيز مانهاتن في نيويورك، ومتحف الفن الأفريقي بواشنطن، ومتحف جوجنهايم أبوظبي، ومكتبة الكونغرس، والناشيونال غاليري بسيدني، وغاليري لامبير بباريس، والناشيونال غاليري في برلين، ومصلحة الثقافة بالخرطوم وفاز بجائرة الأمير كلاوس الهولندية المرموقة عام 2001.
كما قدم برامج تلفزيونية في السبعينات، منها برنامج «بيت الجاك»، وأيضا خاض تجربة في التمثيل حيث جسد شخصية «الحنين» في فيلم «عرس الزين» للمخرج الكويتي خالد الصديق، والمأخوذ عن رواية بذات الاسم للروائي السوداني المعروف الطيب صالح.
صدر له في عام 2005 كتاب «بيت الجاك» الذي ضم حواراً طويلا أجراه المؤلف فتحي محمد عثمان مع الصلحي. كما قامت جامعة كورنيل في نيويورك بتبني مشروع توثيق شامل وكامل لكافة أعمال الصلحي منذ الخمسينات، والذي تضمن إصدار كتابين عن تجربته التشكيلية، بالإضافة إلى كتاب آخر يحتوي على حوار وسجال بينه وبين حسن موسى والذي امتد لما يُقارب الـ13 عاماً تقريباً.

## المساهمة في الفن الإفريقي الحديث
وصف التشكيلي السوداني حسين جمعان في إشارةٍ إلى الأثر الصوفي في أعمال الصلحي التشكيلية قائلا
«أعماله تُفسر بالإقناع والإيحاء والتأويل في كثير من الأطر الفلسفية والتأملية التي يتخيلها ويستلهمها في انفعالاته ويتحكم فيها ويظهر بأسلوبه المتمكن، الذي يتسم بقدر عالٍ من الصدق والإتقان والكمال.»
وبالنسبة لموسى، فإن
«ممارسة الرسم عند الصلحي لا تقتصر على البعد الجمالي العملي وحده بل تتعداها نحو السعي الفكري لتأسيس إشكالية فلسفية حول دور الفنان في مجتمعه.»
كما وصفه صلاح حسن أستاذ الفن الأفريقي في جامعة كورنيل الأمريكية في تقديمه لكتاب السيرة الذاتية للفنان الصلحي: 
"تكمن مساهمته الجوهرية التأسيسية في حركة الحداثوية الأفريقية في الفنون المرئية والبصرية في استمرارية إنتاجه الفني، وفي اشتغاله المؤثر بفضاء الفكر والتنظير. كما يمكن أن نعزي ريادة مساهماته إلى إرثه العظيم ككاتب وناقد وأعماله الفنية التي نهضت بمهمة سبر أغوار كل ما يمكن استكشافه من استراتيجيات التلوين والرسم”. وأضاف: لقد نجح الصلحي في خلق لغته وتطبيقاته الخاصة المتفردة في التلوين، مما ترك أثرا لا ينمحي على مشهد الفنون الراهن."

## تجربة السجن
تعرض للاعتقال السياسي من سبتمبر 1975م إلى مارس 1976 في عهد الرئيس السوداني الأسبق جعفر النميري بسبب مزاعم عن أنشطته المناهضة للحكومة. وكان لهذه التجربة أثراً مهماً في ممارسته التشكيلية. وروي أنه وخلال فترة سجنه كان يقطّع الأوراق التي يُلف بها طعامه إلى قصاصات صغيرة، ويرسم عليها بقلم كان يحتفظ به سراً، وبعدها يجمع تلك القصاصات لتصبح لوحة كبيرة تضم لوحات صغيرة مختلفة.
ويقول إن هذا الأسلوب «نال فيما بعد رضى الرسامين في الغرب، وكان أسلوباً مبتكراً وجديداً عليهم (…) وجاءت من خلال هذه الناحية عدة موضوعات أنجزت بها أعمالاً كثيرة يتم تركيبها بتكوينات مفصلة كانت في نظري على غرار نمو عضوي للصورة.»
كما أن تجربة السجن أدت أيضاً إلى اهتمامه بالرسم باللونين الأبيض والأسود، هذه حيث لم يكن يستخدم سوى قلم الرصاص، والذي أصبح فيما بعد هذا الأسلوب في الرسم يمثل نمطا بارزاً من أعماله منذ أواخر السبعينات وحتى منتصف التسعينات، 
«اتجهت إلى التركيز على اللونين الأسود والأبيض في معالجة الصورة بحثاً عن درجة رمادية (…) مع الإبقاء على كثافة الأسود ونقاء اللون الأبيض دون مزج.»